# Inside of You
『Inside of You』（インサイドオブユウ）はSAKUの2ndアルバムである。2004年2月20日にApple Paint Factory Recordsよりリリースされた。

## 解説
『Tricycle ENTERTAINMENT』から発売した1stシングル『Here and Now』から3年後に発売した2ndアルバムである。今回は完全にオリジナル作品であり、SAKU個人のみの参加でもある。『Here and Now』にあったCALL時代の楽曲は全く収録されていない。『Tricycle ENTERTAINMENT』から『Apple Paint Factory Records』へと移行した経緯は全く解っていない。このアルバムの楽曲全てが『itunes』で配信している。『答えを探さないで/僕からの未来』から引き続き「START」が松本大学予備校CMのタイアップがあり、このCMにはSAKU本人も出演している。　
今作品のジャケットには、黒地に白線の男性、カップ、電気スタンドの絵を採用している。この作品を最後にアルバムの発売は全く無い。

## 収録曲
1. Go to the Sky【5:34】
  - 作詞: SAKU、作曲: SAKU
2. Balance【5:23】
  - 作詞: SAKU、作曲: SAKU
3. 五月の雨に抱かれて【4:50】 
  - 作詞: SAKU、作曲: SAKU
4. 君しか見えない【4:50】
  - 作詞: SAKU、作曲: SAKU
5. START【4:48】
  - 作詞: SAKU、作曲: SAKU
  - 松本大学予備校 TVCM『第一志望 編』のテーマソング
6. ずっといつまでも【3:47】
  - 作詞: SAKU、作曲: SAKU
7. 今日をまた越えてゆく【5:40】
  - 作詞: SAKU、作曲: SAKU
8. 雨の日のドルチェ【3:17】
  - 作詞: SAKU、作曲: SAKU
9. ベイエリアの風【5:11】
  - 作詞: SAKU、作曲: SAKU
10. 君だけを愛してる【4:47】
  - 作詞: SAKU、作曲: SAKU
11. Inside of You【5:18】 
  - 作詞: SAKU、作曲: SAKU